# Benben

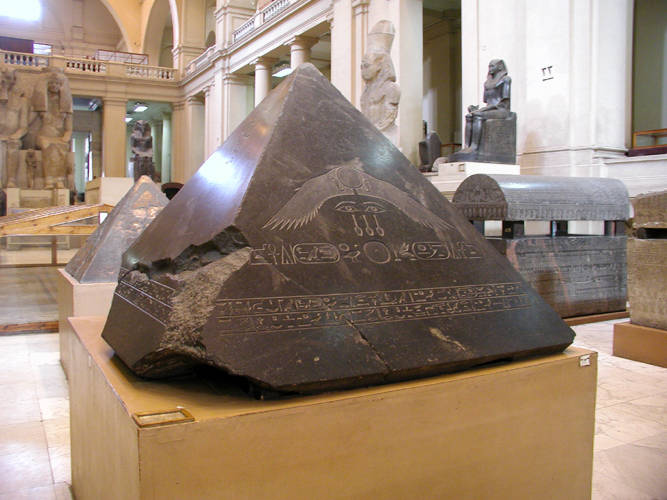
Piramidión de Amenemhat III de la Pirámide Negra de Amenemhat III (Dahshur), Dinastía XII. Museo Egipcio, El Cairo.

El Benben, en la mitología egipcia, más concretamente en la cosmogonía de Heliópolis, fue la montaña primordial que surgió del Nun, y en la que el dios creador Atum se generó a sí mismo y a la divina pareja.
En los Textos de las Pirámides, línea 1587, se refiere Atum a sí mismo como "colina", y se dice que se transformó en una pequeña pirámide, ubicada en el Annu, el lugar donde residía.
El Benben, que podría significar "el radiante", era una piedra sagrada venerada en el templo Solar de Heliópolis sobre la "colina de arena", el templo donde el dios primordial se manifiesta, en el lugar donde fulgen los primeros rayos del sol naciente.
El mismo culto también se celebraba en Napata y en el oasis de Siwa, donde la piedra cónica, en el periodo tardío de Egipto, fue comparada a un "ombligo".
Vinculada siempre al dios creador, y la mitología desarrollada por el clero heliopolitano, "fue sin duda un rayo de sol" (Gardiner).
El Benben, habida cuenta de su importante significado religioso, probablemente era el modelo de referencia de diversas estructuras arquitectónicas, tales como los obeliscos de los templos solares de Abu Gurab, las cúspides de los obeliscos y los piramidiones.
A partir de la forma cónica original, la piedra, fue transformada más tarde por necesidades arquitectónicas en una pequeña pirámide de base cuadrangular y con una cúspide, a menudo, cubierta con una lámina de oro.
El mismo mito está vinculado al ave Bennu, el mítico y fabuloso pájaro llamado Fénix por los griegos, que también era venerado en Heliópolis, donde se dice que se posa en el Benben. Según B. Kemp, la relación entre el Benben, Bennu y el Sol, podría fundarse en una semejanza típica de Egipto: el sol naciente weben, las proyecciones de sus rayos en el Benben, sobre el que se posa Bennu. En la línea 600 de los Textos de las Pirámides se dice de Atum: 

«... tu que surges, como el Benben, en la morada de Benu en Heliópolis ...» –Hart, p. 16

Otras ciudades, de acuerdo con sus cosmogonías, desarrollaron diversos mitos acerca de colinas primordiales, como la de Menfis donde fue la personificación de Tatenen, inicio de la Tierra y todo lo que era bueno.
En un texto tebano del Templo de Jonsu, también fue identificado como la primera colina, el Benben se formó de gotas del semen de Atum, que caen en el océano primordial y se solidifican formando el primer túmulo de tierra que contiene dentro de sí el espíritu del dios.
Muchos estudiosos e historiadores creen que el Benben original era un meteorito de composición ferrosa (siderita) caído en la época prehistórica.
| D58 · N35 | D58 · N35 | O24 · O1 |

| D58 · N35 | D58 · N35 | O24 · O1 |